# Сіях-Естахр
Сіях-Естахр (перс. سياه استخر) — село в Ірані, у дегестані Сомам, у бахші Ранкух, шагрестані Амлаш остану Ґілян. За даними перепису 2006 року, його населення становило 55 осіб, що проживали у складі 16 сімей.

## Клімат
Середня річна температура становить 9,77°C, середня максимальна – 25,02°C, а середня мінімальна – -6,79°C. Середня річна кількість опадів – 403 мм.
| Клімат поселення                              | Клімат поселення | Клімат поселення | Клімат поселення | Клімат поселення | Клімат поселення | Клімат поселення | Клімат поселення | Клімат поселення | Клімат поселення | Клімат поселення | Клімат поселення | Клімат поселення | Клімат поселення |
| Показник                                      | Січ.             | Лют.             | Бер.             | Квіт.            | Трав.            | Черв.            | Лип.             | Серп.            | Вер.             | Жовт.            | Лист.            | Груд.            |                  |
| Середній максимум, °C                         | 3,76             | 4,46             | 6,91             | 13,35            | 18,59            | 22,98            | 25,02            | 24,84            | 20,98            | 17,64            | 11,13            | 5,53             |                  |
| Середня температура, °C                       | −1,51            | −0,81            | 1,63             | 8,06             | 13,33            | 17,72            | 20,66            | 20,46            | 16,60            | 13,26            | 6,75             | 1,13             |                  |
| Середній мінімум, °C                          | −6,79            | −6,08            | −3,63            | 2,80             | 8,06             | 12,43            | 16,26            | 16,07            | 12,19            | 8,87             | 2,37             | −3,26            |                  |
| Норма опадів, мм                              | 37               | 39               | 62               | 48               | 38               | 14               | 12               | 11               | 15               | 38               | 43               | 46               |                  |
| Середньомісячна швидкість вітру, м/с          | 2.02             | 2.50             | 2.62             | 2.94             | 2.45             | 2.25             | 2.14             | 1.94             | 1.88             | 1.84             | 2.17             | 2.01             |                  |
| Середньомісячна сонячна радіація, кДж/м²·день | 7774             | 10180            | 12591            | 16676            | 20630            | 23362            | 23288            | 20578            | 17455            | 12571            | 9418             | 7415             |                  |
| --------------------------------------------- | ---------------- | ---------------- | ---------------- | ---------------- | ---------------- | ---------------- | ---------------- | ---------------- | ---------------- | ---------------- | ---------------- | ---------------- | ---------------- |
| Джерело:                                      |                  |                  |                  |                  |                  |                  |                  |                  |                  |                  |                  |                  |                  |